# Imre Tiidemann
Imre Tiidemann (* 24. September 1970 in Tallinn, Estnische SSR) ist ein ehemaliger estnischer Moderner Fünfkämpfer.

## Karriere
Den größten Erfolg seiner Karriere feierte er bei den Europameisterschaften 2000 in Székesfehérvár, als er Europameister im Einzel wurde.
Tiidemann nahm an drei Olympischen Spielen teil. Bei seiner ersten Teilnahme 1992 in Barcelona erreichte er den 39. Platz. Weitaus besser lief es 1996 in Atlanta für ihn, als er im Gesamtklassement auf dem siebten Rang landete. 2000 in Sydney belegte er Rang 14.